# Ziquita
Gilberto de Souza Costa, conhecido por Ziquita (Caratinga, 5 de fevereiro de 1953), é um ex-futebolista brasileiro.

## Carreira
Atuava como atacante e jogou no Esporte Clube Democrata , onde iniciou a carreira profissional, Clube Atlético Mineiro[carece de fontes?], Clube Atlético Paranaense, Guarani Futebol Clube, Club de Deportes Coquimbo Unido do Chile, entre outros. Aposentou-se após do termino de contrato com o Sobradinho Esporte Clube.

## Ídolo
Tornou-se ídolo da torcida do Atlético Paranaense após o histórico jogo com o Colorado Esporte Clube no dia 5 de novembro de 1978, quando no fim da partida e em apenas 13 minutos, entrou em campo e marcou 4 gols, empatando o clássico que muitos já consideravam perdido.